# Bảo tàng Ô tô Topacz ở Ślęza
Bảo tàng Ô tô Topacz ở Ślęza (tiếng Ba Lan: Muzeum Motoryzacji Topacz w Ślęzie) là một bảo tàng tư nhân tọa lạc tại số 12 Phố Główna, làng Ślęza, xã Kobierzyce, huyện Wrocławski, tỉnh Dolnośląskie, Ba Lan. Bảo tàng do Hội ô tô Topacz điều hành. Trụ sở của Bảo tàng là tòa khách sạn Zamek Topacz Hotel & Spa hiện đang hoạt động trong khuôn viên của quần thể trang viên địa phương.

## Triển lãm
Bộ sưu tập của Bảo tàng Ô tô Topacz ở Ślęza bao gồm khoảng 130 phương tiện đi lại (ô tô và xe máy), bao gồm:
- ô tô trước Chiến tranh thế giới thứ hai: Benz Patent-Motorwagen Nummer 1, Buick B25, Ford Model T, Fiat 508, Rolls Royce Phantom II, Rolls Royce 20 / 25HP
- ô tô được sản xuất ở Ba Lan và ở nước ngoài trong các năm 1945-1989: Warsaw, Syrena, Nysa, Mikrus, Fiat 126, Škoda Octavia, Zaporożec 968
- ô tô được sản xuất sau chiến tranh của các thương hiệu Tây Âu (Bentley Mark VI, Jaguar E-Type, Rolls-Royce Cornische, Volkswagen, Maserati, Alfa Romeo) và của các thương hiệu Mỹ (Buick Electra, Ford Thunderbird, Studebaker Hawk)
- mô tô do Ba Lan sản xuất (Sokół 1000, MOJ, Podkowa, Perkun, Junak, SHL, WSK) và do nước ngoài sản xuất (Harley-Davidson, BSA, NSU)